# Зникнення Меделейн Мак-Канн
3 травня 2007 року, у португальській туристичній області Алгарве, у місцевості Прая-да-Луж (муніципалітет Лагуш), з туристичного комплексу «Ocean Club» була викрадена чотирирічна Меделейн Мак-Канн (англ. Madeleine McCann), донька британської родини медиків, які разом з трьома дітьми приїхали до Алгарве відпочивати. Спочатку португальська поліція вважала, що вона просто заблукала, але далі стало відомо, що її викрали.

## Зникнення

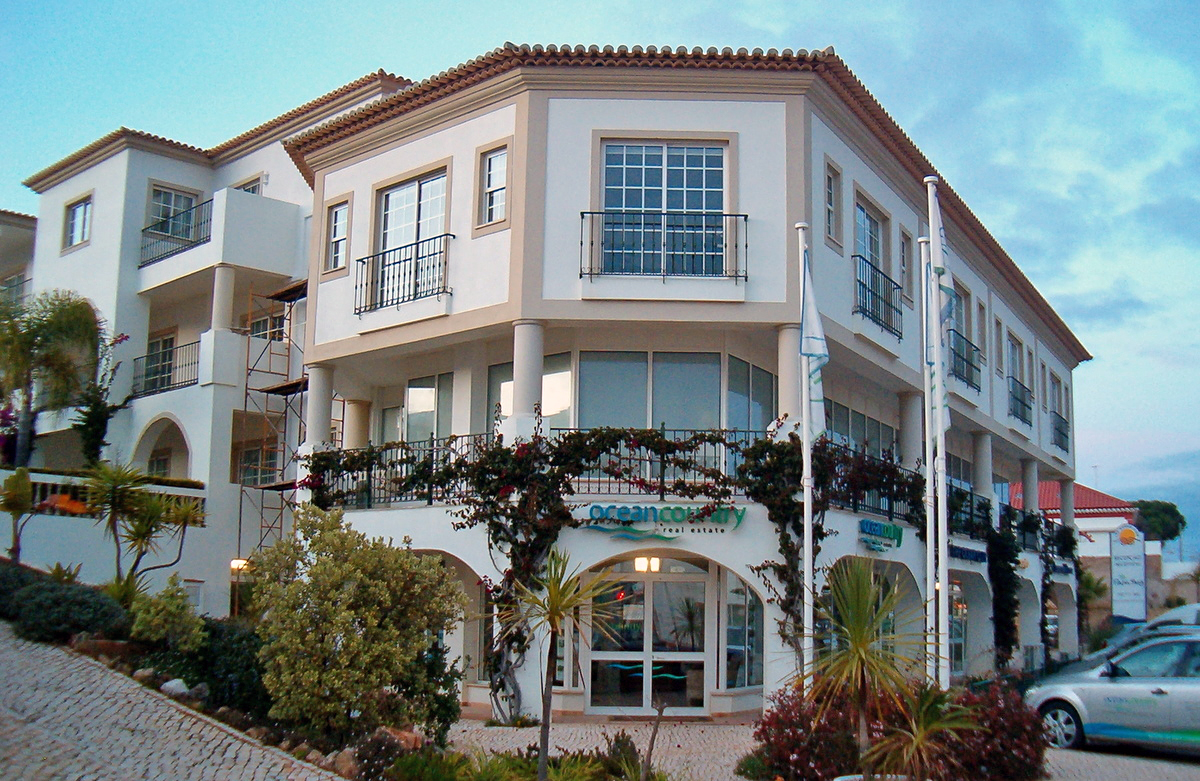
Туристичний комплекс «Ocean Club», з якого зникла Меделейн Мак-Канн

Меделейн зникла з квартири, де зупинилась її сім'я, ввечері третього травня, в той час як її батьки вечеряли в ресторані неподалік. Близько 21:24 Кейт та Геррі Мак-Канн повернувшись із ресторану, застали тільки порожню постіль. Двері й вікно в номері були відкриті. О 22:00 батьки подзвонили в поліцію й до 04:30 поліція сповістила всі аеропорти в Португалії й Іспанії.

## Розслідування

### 2007
- 6 травня — поліцейські патрулі із собаками шукають дівчинку й вважають, що дитина усе ще жива.

Із Британії прилітають експерти для допомоги родині Мак-Каннів.

- 13 травня — португальська поліція визнає, що в неї немає підозрюваних.
- 14 травня — британський громадянин, Роберт Мюрат (Robert Murat), який живе неподалік від туристичного комплексу «Ocean Club» був затриманий поліцією, допитаний, офіційно названий підслідним та випущений під підписку про невиїзд з країни (мусить відмічатися у поліції 1 раз у п'ять днів). Поліція пояснює рішення не заарештовувати Мюрата браком доказів того, що злочин скоїв саме він.
- 16 травня — поліція міста Портімау, о 07:30 ранку затримала, як свідка, громадянина Росії, Сергія Малинку, який був відпущений о 02:40 ранку 17 травня після кількагодинного допиту, що тривав з 17:30. Кримінальна поліція (порт. Polícia Judiciária) вилучила у росіянина два комп'ютери та ще певну кількість матеріалів. Будиночок, де росіянин мешкає разом із батьками, знаходиться на відстані 500 — 600 метрів від туристичного комплексу «Ocean Club», звідки була викрадена Меделейн.
- 7 вересня — португальська судова поліція офіційно оголосила батьків Меделейн Мак-Канн, Кетрін та Геррі Мак-Канн підозрюваними у смерті власної доньки. За версією поліції, смерть Меделейн настала у номері туристичного комплексу «Ocean Club». Поліція вважає, що смерть була ненавмисна, з наступним захованням тіла батьками.
- 9 вересня — португальська поліція дозволяє родині Мак-Канн повернутися до Англії, де родина перебуває зараз.

### 2008
- 3 травня 2008 року — виповнився рік з моменту, як у Португалії, в Алгарве, зникла маленька Меделейн Мак-Канн.

Семеро друзів Мак-Каннів було опитано лестерширською поліцією у квітні 2008 року в Англії у присутності кримінальної поліції Португалії. Португальська поліція планувала провести реконструкцію зникнення Меделейн у найближчі місяці, але вона так і не відбулася, тому що друзі відмовилися брати в ній участь. Реконструкцію не збиралися показувати по телебаченню, що викликало у них сумнів в необхідності її проведення. Також у квітні 2008 року, в день, коли  Мак-Канни перебували у Брюсселі, записи свідчень Кейт просочилися на іспанське телебачення. У них була інформація про те, чим Меделейн займалася у день свого зникнення, і відповідь Кейт на питання, чому вона не прийшла до Меделейн раніше, коли вона почала плакати. Клеренс Мітчелл, представник Мак-Каннів, назвав витік наклепом; поліція Португалії заперечувала сам факт витоку інформації.

#### Закриття справи
Аліпью Рібейро, директор кримінальної поліції Португалії, пішов у відставку в травні 2008, пославшись на сильний тиск з боку ЗМІ; також він публічно заявив, що поліція поспішно вирішила дати Мак-Каннам статус підозрюваних. 21 липня справа була закрита.
У тому ж місяці перекладені португальською уривки зі щоденника Кейт, який вона передала поліції в серпні 2007 року, були опубліковані без її дозволу в одній з португальських газет. 14 вересня погано перекладені з португальської мови на англійську, вони були опубліковані вже у британській газеті, знову без дозволу Кейт. 4 серпня 2008 року поліція передала ЗМІ на CD-ROM всі матеріали, які у них були у цій справі.

### Книга Гонсалу Амарала
Гонсалу Амарал (порт. Gonçalo Amaral), головний слідчий Кримінальної поліції у цьому процесі, був усунений від розслідування після того, як в одному інтерв'ю звинуватив Скотленд-Ярд у нелегальному захисті британських підданих та пішов на пенсію. Як тільки Мак-Каннів перестали підозрювати, Гонсалу Амарал опублікував книгу «Медді, правда брехні» (порт. «Maddie, a Verdade da Mentira»). У ній він написав, що Меделейн померла в апартаментах і що її батьки причетні до її викрадення. Португальський суддя у вересні 2009 року заборонив Амаралу повторювати свої звинувачення; публікація та продаж книги були зупинені. Мак-Канни отримали 1,2 мільйона євро компенсації за моральну шкоду. У грудні 2009 року Амарала притягли до відповідальності за публікацію другої книги, «Англійський кляп» (порт. «A Mordaça Inglesa»). У жовтні 2010 року апеляційний суд Лісабона скасував судову заборону на книги, так як було вирішено, що це порушує його право на свободу вираження. Мак-Канни і Амарал не змогли досягти угоди поза суду.

## Наслідки для учасників справи
Роберт Мюрат — британський громадянин, названий підслідним та випущений під підписку про невиїзд з країни, більше не може знайти роботу, його сайт, що торгував нерухомістю закрився. Мюрат знайшов у двох своїх машинах заховані системи GPS, які передав Кримінальній поліції на розслідування.
Громадянину Росії, Сергію Малинці спалили автомобіль «Ауді» та написали біля будинку «Говори!» (порт. Fala!).